# 稲森俊介
稲森 俊介（いなもり しゅんすけ、1930年8月29日 - 2011年3月18日）は、日本の実業家。カルピス社長、味の素社長などを歴任、日本食品添加物協会会長を務めた。1998年食品産業功労賞。

## 来歴・人物
神奈川県出身。1955年に一橋大学社会学部を卒業し、味の素に入社。27歳で、初めての見合い相手と結婚。
味の素で海外事業部長、名古屋支店長等を務めた。和風調味料「ほんだし」の生みの親とされる。1981年にアメリカ味の素社長に就任し、ノースカロライナ州に建設された初の医薬用アミノ酸工場の立ち上げの指揮にあたった。
1984年に味の素取締役に就任。ところが、その後過労のため意識を失い、三度の入院生活を送る。その後代表取締役専務等を務めた。
1990年に経営不振に陥っていたカルピス再建のため、同社に出向し、顧問に就任。1991年に社長昇格。周囲の反対を押し切り大規模な設備投資を断行した。同年に発売された新製品カルピスウォーターが、缶入り清涼飲料水のトップとなる。
カルピスの経営再建を実現させ、1995年カルピス会長に退き、味の素社長に就任。ゴルフ場計画の失敗の責任を取り、会長から、取締役名誉会長に退いていた創業一族の四代目鈴木三郎助に対し、社内の指揮系統の混乱をさせないため、今後経営会議に出席しないように要請した。1996年に中国での冷凍食品工場建設、ベトナム、タイでのグルタミン酸ソーダ一貫生産計画などを発表。ところが1997年に総会屋への利益供与事件が発覚し、引責辞任し、会長に就任。同時に、池田安彦会長や、創業一族の鈴木三郎助取締役名誉会長も退任した。この人事は、鈴木一族の経営への介入を断ち切るために、稲森が鈴木名誉会長とさし違えたものとされる。
趣味の囲碁は6段、ゴルフのハンディは18。将棋、麻雀も有段者である。妻も囲碁3段で夫婦で囲碁をうつ。好きな作家は吉川英治や山本周五郎。血液型はB型。

## 略歴
- 1930年8月、神奈川県横浜市出身。
- 1955年3月、一橋大学社会学部卒業。
- 1981年、アメリカ味の素社長。
- 1983年、味の素取締役。
- 1987年、味の素常務。
- 1989年、味の素代表取締役専務。
- 1990年10月、カルピス食品工業顧問。
- 1991年3月、カルピス食品工業社長兼味の素取締役。
- 1995年6月、味の素社長兼カルピス食品工業会長。
- 1997年6月、味の素会長。
- 2000年6月、ハウス食品監査役兼任。
- 2001年5月、味の素相談役。
- FEC日アセアン文化経済委員長、財団法人味の素食の文化センター理事長、食品産業中央協議会会長、社団法人アジア国際交流機構理事長、社団法人バイオ産業情報化コンソーシアム副会長、東京大学農学部創立百二十五周年記念「農学21世紀への飛翔」事業後援会理事等も務めた。
- 2011年3月18日、肺がんのため死去。80歳没[1]。